# Comuna Vulturu, Vrancea
Vulturu este o comună în județul Vrancea, la limita între regiunile istorice Moldova și Muntenia, România, formată din satele Boțârlău, Hângulești, Maluri, Vadu Roșca și Vulturu (reședința).

## Geografie
Comuna Vulturu ocupă o parte a extemității nord-estice din Câmpia Română, aflându-se în zona de sud-est a județului, la limita cu județul Galați, în zona de vărsare a râului Putna în Siret.
Satele Vulturu și Boțârlău se găsesc pe malul drept al Putnei la distanța de 10 km. Satul Vadu Roșca se află pe malul drept al Siretului de o parte și de alta a Putnei Vechi sau Putna Seacă, cum este denumită de localnici. Față de formele de relief mai îndepărtate comuna se găsește pe o porțiune îngustă limitată spre nord-vest de curbura Carpaților, iar la sud-est de cotul pe care îl face Siretul spre Galați.

## Istorie
În anul 1933 s-a renunțat la denumirea din limba turcă, devenind Vulturu.
La sfârșitul secolului al XIX-lea, comuna făcea parte din plasa Biliești a județului Putna și era formată din satele Boțârlău, Vadu Roșu, Vulturu de Jos și Vulturu de Sus, cu o populație de 2831 de locuitori. În comună existau două biserici (la Vulturu de Jos și la Vulturu de Sus) și o școală mixtă. Pe teritoriul actual al comunei, mai funcționa la acea vreme, în plasa Marginea de Jos a județului Râmnicu Sărat, și comuna Hângulești. Comuna avea 966 de locuitori, o biserică zidită în 1836 de un anume Ioniță Mărculescu din Focșanii Muntenești, și o școală de băieți cu 45 de elevi.
Anuarul Socec din 1925 consemnează comuna Vulturu în aceeași plasă și comuna Hângulești în plasa Măicănești a județului Râmnicu Sărat. Comuna Vulturu avea aceeși structură și 4168 de locuitori. Comuna Hângulești avea în plus satul Maluri și avea o populație de 1369 de locuitori.
În 1950, comunele au fost arondate raionului Focșani din regiunea Putna, apoi (după 1952) din regiunea Bârlad și (după 1956) din regiunea Galați. În 1968, ele au fost trecute la județul Vrancea, iar comuna Hângulești a fost desființată și inclusă în comuna Vulturu. Tot atunci, satele Vulturu de Jos și Vulturu de Sus au fost comasate, formând satul Vulturu.

## Demografie
Componența etnică a comunei Vulturu
     Români (84,01%)
     Romi (3,97%)
     Alte etnii (12,02%)
Componența confesională a comunei Vulturu
     Ortodocși (86,28%)
     Penticostali (1,31%)
     Alte religii (0,22%)
     Necunoscută (12,19%)
Conform recensământului efectuat în 2021, populația comunei Vulturu se ridică la 6.873 de locuitori, în creștere față de recensământul anterior din 2011, când fuseseră înregistrați 6.277 de locuitori. Majoritatea locuitorilor sunt români (84,01%), cu o minoritate de romi (3,97%). Din punct de vedere confesional, majoritatea locuitorilor sunt ortodocși (86,28%), cu o minoritate de penticostali (1,31%), iar pentru 12,19% nu se cunoaște apartenența confesională.

## Politică și administrație
Comuna Vulturu este administrată de un primar și un consiliu local compus din 15 consilieri. Primarul, Nicușor Păcuraru[*], de la Partidul Social Democrat, este în funcție din 2012. Începând cu alegerile locale din 2024, consiliul local are următoarea componență pe partide politice:
|  | Partid                          | Consilieri | Componența Consiliului | Componența Consiliului | Componența Consiliului | Componența Consiliului | Componența Consiliului | Componența Consiliului | Componența Consiliului | Componența Consiliului | Componența Consiliului |
|  | ------------------------------- | ---------- | ---------------------- | ---------------------- | ---------------------- | ---------------------- | ---------------------- | ---------------------- | ---------------------- | ---------------------- | ---------------------- |
|  | Partidul Social Democrat        | 9          |                        |                        |                        |                        |                        |                        |                        |                        |                        |
|  | Partidul Național Liberal       | 3          |                        |                        |                        |                        |                        |                        |                        |                        |                        |
|  | Alianța pentru Unirea Românilor | 2          |                        |                        |                        |                        |                        |                        |                        |                        |                        |
|  | Alianța Dreapta Unită           | 1          |                        |                        |                        |                        |                        |                        |                        |                        |                        |

## Transport
Prin comună trece șoseaua națională DN23, care leagă Focșaniul de Brăila. Din acest drum se ramifică la Vulturu șoseaua județeană DJ204D, care duce spre nord la Suraia și mai departe spre vest la Focșani. Tot din DN23, la Boțârlău se ramifică șoseaua DJ204G, care duce spre nord tot la Suraia și mai departe la Vânători.

## Educatie
În comuna Vulturu funcționează două gradinite cu program normal și o școala gimnazială.

## Monumente istorice
Două obiective din comuna Vulturu sunt incluse în lista monumentelor istorice din județul Vrancea ca monumente de interes local, ambele clasificate ca monumente de arhitectură. Unul este zidul lui Donie, datând din 1800 și aflat la ieșirea de vest din satul Hângulești; iar celălalt este biserica „Sfântul Nicolae”, zidită în 1819 și aflată în centrul satului Maluri. 

## Personalități născute aici
- Elena Monu (n. 1941), istoric;
- Geta Postolache (n. 1948), cântăreață de muzică populară;
- Tudorel Toader (n. 1960), Ministru al Justiției, Judecător la Curtea Constituțională a României, Rector al Universității „Alexandru Ioan Cuza” din Iași, membru titular în Comisia de la Veneția[13].